# سرخرگ روشانه‌ای
سرخرگ روشانه‌ای یا سرخرگ روی کتفی (Suprascapular artery)، شاخه‌ای از تنه تیروئیدی-گردنی است.
خاستگاه این سرخرگ تنه تیروئیدی‌گردنی؛ پراکندگی و پایانگاه آن در نواحی ترقوه‌ای، دالی و کتفی است و شاخه سرشانه‌ای (اخرمی) از آن منشعب می‌شود.
سرخرگ روشانه‌ای به پایین و خارج به سمت ماهیچه نردبانی قدامی و عصب فرنیک قبل از تقاطع سومین بخش سرخرگ زیرترقوه‌ای (ساب‌کلاوین) و طناب‌های شبکه بازویی حرکت می‌کند.

## نگارخانه

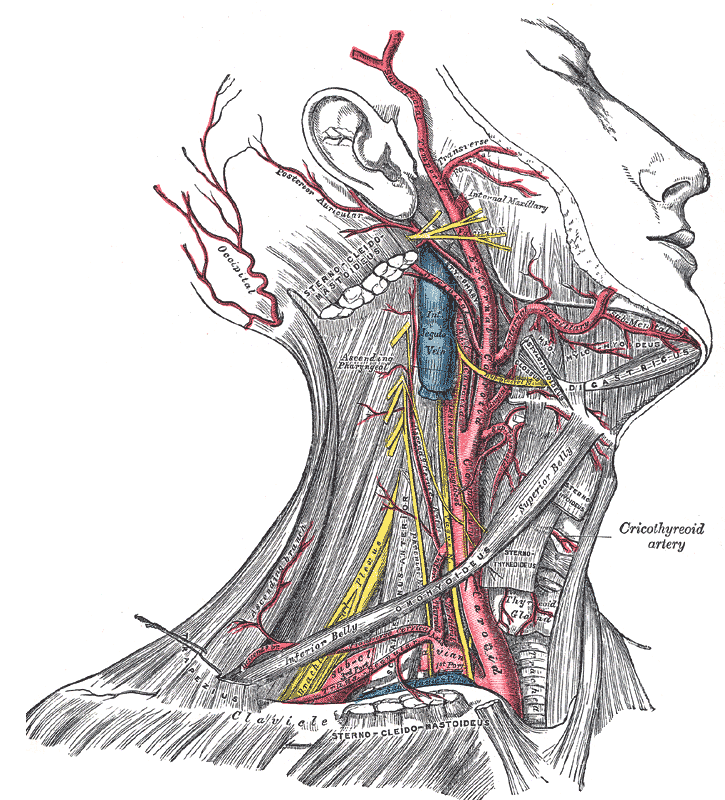